# Turning Mecard
Turning Mecard (터닝메카드) chamado apenas de Mecard na adaptação americana é uma série de anime sul-coreano desenvolvido pela Sonokong e Heewon Entertainment, e distribuído pela Mattel ao redor do mundo. A série foi baseada numa franquia de brinquedos e cartas colecionáveis de mesmo nome.
O anime estreou originalmente em 2015, tendo uma segunda temporada em 2016 chamado Turning Mecard W, mais um reboot em CGI em 2017 chamado Turning Mecard R e um spin-off no mesmo ano chamado Dino Mecard.
No Brasil estreou no dia 7 de junho de 2018 pela  Cartoon Network com dublagem adaptada da versão americana, também já foi ao ar pelo SBT no Sábado Animado, porém foi retirado pouco tempo depois. Uma dublagem adaptada da versão original coreana estava em andamento antes disso, mas foi cancelada. Metade da série foi exibida durante toda quinta no canal nas demais versões e depois começa sua reprise. Continuidade dos episódios até 52 ainda está indefinida.

## Enredo
Certo dia um garoto chamado Jason conhece uma nova aluna em sua classe chamada Isobel enquanto ao mesmo tempo ele e seus amigos descobrem boatos sobre carros em miniatura andando pela cidade. À noite seguindo Isobel ele descobre a existência dos Mecardimals ao encontrar e formar aliança com Evan ao mesmo tempo que também trava uma batalha contra a Equipe Goblin. Após isso ele aprende que os Mecardimals são seres de imenso poder vindos de outro mundo e que existem três facções vindas de outro planeta em busca de capturá-los para seu próprio propósito: Cidade Azul (representados por Isobel), Salão Vermelho (representados por Ryan) e Recife Preto (representados por Van Dine e a Equipe Goblin). Nisso Jason se vê na missão de recuperar todos os Mecardimals para impedi-los que eles caiam em mãos erradas.

## Personagens
- Jason (나찬, Na Chan), o principal protagonista. Um garoto de 9 anos filho de um famoso piloto de carros desaparecido que se vê na missão de recuperar os Mecardimals e impedi-los de caírem nas mãos da Recife Preto. Tem como principal parceiro Evan, que foi sua primeira captura. É o único a não pertencer a uma facção.  Depois percebe-se que seu pai e de Isobel estiveram envolvidos na criação dos Mecardimals antes do Dr. Franklin se tornar num pingente que agora vive com Isobel.

- Isobel (이소벨), a representante da Cidade Azul. Uma garota de 12 milhões de anos e filha do Dr. Franklin que foi enviada pelo pai pra Terra para recuperar os Mecardimals e impedir os planos da Recife Preto ao mesmo tempo que também forma aliança com Jason. Ela aprende com Jason que os Mecardimals não deveriam ser selados e faz uma aliança com Jason e Ryan a pedido de seu pai, preso num pingente. No episódio 46, Isobel sofre lavagem cerebral de Jealousia e obrigada a enfrentar Jason e Ryan e também se livra de seu pai, que depois fica em poder de Dana. No final ela depois volta ao normal. Na despedida, quando Jason se preparava para voltar pra Terra, Isobel beija Jason no rosto, que os encabulam. Após alguns dias Isobel aparece na escola surpreendendo Jason e cia e também trás seus amigos Mecardimals.

- Ryan (리안), o representante do Salão Vermelho. Foi enviado para a Terra na meta de impedir tanto a Recife Preto quanto a Cidade Azul de conquistarem os Mecardimals almejando usá-los para reconstruir seu reino, porém no decorrer da história passa a se aliar com Jason e Isobel. Assim como Isobel, ele também sofre lavagem cerebral de Jealousia depois de conquistar um Mecardimal dela. Ele depois volta ao normal no episódio final.

- Van Dyne/Van Dine (반다인), o líder da Recife Preto. Um garoto frio que almeja conquistar os Mecardimals para dominar o seu mundo e derrotar a Cidade Azul e o Salão Vermelho. Ele depois passa a lutar ao lado de Jason nos episódios finais.

- Dabi/Dabby (다비) e Dana (다나), os servos de Van Dine. Dois irmãos que juntos formam a Equipe Goblin. Aparecem nos primeiros episódios como antagonistas tentando capturar os Mecardimals antes de Jason e os outros, porém frequentemente falhando. Dabby é o irmão mais velho que protege sua irmã Dana, sua irmã mais nova. Dabby depois muda depois de ser possuído pelo Mecardimal das trevas Geryon rejeitando Dana. Para salvar seu irmão ela se une ao time de Jason e usa Tanatos que Jason recuperou de Van Dyne e depois consegue salvar seu irmão voltando a ser o seu amado irmão bondoso.

- Juliette/Juliet (공주희, Gong Juhui), uma das colegas de classe de Jason. Demonstra se importar com Jason, e assim como Kevin e Brandon desconhece a existência dos Mecardimals. Ela depois desconfia que Jason e Isobel esconde dos Mecardimals e começa a ficar com ciúmes com relação a Jason e Isobel. Teve uma queda pelo Ryan depois de ser salva no zoológico.

- Kevin (천재형, Cheon Jaehyeong), colega de classe de Jason. Sempre aparece andando junto de Juliet e Brandon e assim como eles desconhece a existência dos Mecardimals. Usa óculos e está sempre com um computador nas mãos.

- Brandon (기운찬, Gi Unchan), colega de classe de Jason. Sempre aparece andando junto de Juliet e Kevin e assim como eles desconhece a existência dos Mecardimals. É gordo, possui os olhos fechados e adora comer.

- César (명은 시저), o gato persa de estimação de Jason. Ele mostra simpatia com os Mecardimals e algumas vezes é usado por eles em alguma ajuda. Wingtok descreve o gato com habilidades de detetive que faz com que Jason não precisasse de um rastreador de Mecardimals, diferente de Isobel e Ryan que precisam usar o rastreador de Mecardimals. É mimado por Jason e Isobel.
- El Topo/Professor K (문자)., o vilão principal da série, Ele é uma misteriosa entidade cujo tem o poder de domar quase todos os Mecardimals possuídos por Jealousia, porém no episódio 37 é revelado que El Topo é na verdade o pai de Jason que era um famoso piloto de corrida no qual estava desaparecido há anos.
- Jealousia, é a rainha do planeta Triforce, Ela acabou destruindo a Cidade Azul transformando ela no espelho negro, no episódio 38 é revelado que Jealousia é a reencarnação de Isobel

## Lista de Mecardimals
Criados pelo Professor K, eles são originalmente chamados de Mechaminals na dublagem coreana.
- Evan: Um Mecardimal humanoide baseado em um Pagani Zonda, domado por Jason no primeiro episódio e por Ryan temporariamente entre os episódios 2 e 4.
- Mugar: Um Mecardimal goblin baseado em um Lamborghini Reventón, domado por Dabby e Dana antes mesmo do começo da história. Ele já pertenceu temporariamente a Isobel entre os episódios 6 e 7.
- Alta: Um Mecardimal águia baseado em um TVR Sagaris, domado por Ryan no episódio 2.
- Shuma: Uma Mecardimal fórmula 1, domada por Ryan no episódio 3.
- Tero: Um Mecardimal dragão baseado em um Subaru Impreza, ele é visto pertencendo a Isobel antes do começo da história.
- Fênix (Phoenix): Um Mecardimal fénix baseado em um Volkswagen Golf, domado por Jason no episódio 4.
- Kangshi: Um Mecardimal zumbi, baseado em um Stock Car domado por Dabby e Dana no episódio 5.
- Wingtok: Um Mecardimal abelha, baseado em um Toyota Supra domado por Jason do episódio 5 até o 18.
- Yurl: Um Mecardimal vampiro baseado em um Cadillac Eldorado, domado por Dabby e Dana do episódio 7 até o 17 e posteriormente por Jason.
- Geryon: Um Mecardimal libélula baseado em um Alfa Romeo Spider
- Tador: Um Mecardimal tartaruga-marinha baseado em um Mini Cooper, domado por Jason no episódio 8.
- Momoru: Um Mecardimal ogro baseado em um Hummer H2, domado por Ryan no episódio 8 e por Isobel temporariamente entre os episódios 9 e 11.
- King Jaws: Um Mecardimal tubarão baseado em um Suzuki Jimny, domado por Isobel no episódio 9.
- Crocky: Um Mecardimal crocodilo baseado em um Ford Explorer, domado por Isobel no episódio 9.
- Octa: Um Mecardimal polvo baseado em um Bugatti Veyron, domado por Isobel no episódio 9.
- Dokory: Um Mecardimal escorpião baseado em um Dodge Viper, domado por Van Dine no episódio 10.
- Mantari: Um Mecardimal aranha baseado em um Honda City, domado por Van Dine no episódio 10.
- Venoma: Um Mecardimal cobra baseado em um Plymouth Barracuda, domado por Van Dine no episódio 10.
- Tanatos: Um Mecardimal esqueleto baseado em um Chevrolet Impala, domado por Van Dine no episódio 11 e depois recuperado no episódio 23 por Jason e passado para Dana para salvar seu irmão dominado pelo Mecardimal das trevas Geryon.
- Príncipe Kong (Prince Kong): Um Mecardimal gorila baseado em um Jeep Renegade, domado por Ryan no episódio 12 e temporariamente por Van Dine entre os episódios 12 e 14.
- Fion: Um Mecardimal leão baseado em um Fiat Tipo domado por Ryan no episódio 14.
- Mothton: Um Mecardimal mamute baseado em um Corvette, domado por Jason no episódio 15.
- Stronghorn: Um Mecardimal touro baseado em um Volvo C30, domado por Ryan no episódio 15 e posteriormente por Jason no mesmo episódio.
- Murus: Um Mecardimal urso baseado em um Volkswagen Jetta, domado por Ryan no episódio 16.
- Andromágico (Andromagician): Um Mecardimal caminhão, domado por Dabby e Dana no episódio 17.

## Episódios
- 1- O Misterioso Novo Garoto (수수께끼의 전학생, Susukkekkiui Jeonhaksaeng, O Misterioso Estudante Transferido)
- 2- Coisas em Comum (다른 세계에서 온 손님, Dareun segyeeseo on sonnim, Visitante de outro mundo)
- 3- Cidade Azul Versus Salão Vermelho (블루랜드 vs 레드홀, Beulluraendeu vs Redeuhol)
- 4- Recomeçando (파트너를 되찾기 위하여, Pateuneoreul doechajgi wihayeo, Recuperando meu parceiro)
- 5- Combate na Caverna (동굴 속의 결투, Donggul sogui gyeoltu, Batalhando na Caverna)
- 6- A Verdade Sobre Isobel (이소벨의 진실, Isoberui jinsil)
- 7- Caça na Casa Mal Assombrada (유령의 집, Yuryeongui jip, A Casa Mal-assombrada)
- 8- Juliet a Bisbilhoteira (공주희의 흔들리는 마음, Gongjuhuiui heundeullineun maeum, O Coração Ondulante da Princesa)
- 9- Batalha na Praia (남해의 결투!, Namhaeui gyeoltu!, Batalha no Mar do Sul)
- 10- Um Inimigo em Comum (Um Inimigo em Comum, Van Dyne, o Verdadeiro Inimigo, [진정한 적은 반다인] Erro: {{japonês}}: texto da transliteração contém caractere não latino (pos 1) (ajuda), Jinjeonghan jeogeun bandain) Van Dyne, o Verdadeiro Inimigo
- 11- O Homem no Rubi Vermelho (아버지의 진실, Abeojiui jinsil, A Verdade sobre o Pai de Chan)
- 12- Meu Amigo, Meu Inimigo (Meu irmão, meu inimigo Tanatos, [타나토스] Erro: {{japonês}}: texto da transliteração contém caractere não latino (pos 1) (ajuda), Tanatoseu) Tanatos
- 13- Quebrando a Regra do Mecardimal (형제의 배틀, Hyeongjeui baeteul, Batalha entre Irmãos)
- 14- Rei das Feras (형제의 배틀, Baeksuui wanggwa supui wangja, O Rei das Feras e o Príncipe da Floresta)
- 15- A Bela e o Pretencioso (미리내를 위한 대결, Mirinaereul wihan daegyeol, Confronto por Mirinae)
- 16- O Viajante Selvagem (O Andarilho Selvagem, Urus, o Mecanimal Errante, [떠돌이 메카니멀 우르스] Erro: {{japonês}}: texto da transliteração contém caractere não latino (pos 1) (ajuda), Tteodori mekanimeol ureuseu) Urus, o Mecanimal Errante
- 17- Andromágico e a Colisão Cósmica (강해지기 위하여, Ganghaejigi wihayeo, Para ficar mais forte)
- 18- Dia de treinamento (도움이 되고 싶어요, Doumi doego sipeoyo, Solicitando uma ajuda)
- 19- Batalha Interna (자신과의 싸움, Jasingwaui ssaum)
- 20- Sem lugar para esconder (드디어 밝혀진 찬의 비밀!, Deudieo balkhyeojin chanui bimil!, O Segredo de Chan finalmente é revelado)
- 21- O Tremendo Trio (다정한 마음, Dajeonghan maeum, Um coração de amor)
- 22- Os Mecardimals das Trevas (바벨과 게리온, Babelgwa Gerion, Babel e Geryon)
- 23- Reclamando Tanatos (타나토스를 되찾아라!, Tanatoseureul doechajara!, Obtendo Tanatos de volta)
- 24- Dabby o Guerreiro das Trevas (도깨비단의 최후, Dokkaebidanui choehu, O Fim da Equipe Goblin)
- 25- Trégua ou desafio (다나의 결심, Danaui gyeolsim, A decisão de Dana)
- 26- Dana se úne a equipe (도와줘, 타나토스!, Dowajwo, tanatoseu!, Ajude-me Tanatos!)
- 27- A aparição do novo Mecanimal (새로운 메카니멀 등장!, Saeroun mekanimeol deungjang!)
- 28- Tempo de decisão (결단의 시간, Gyeoldanui sigan)
- 29- Dois irmãos (형과 동생, Hyeonggwa dongsaeng)
- 30- O grande caso (쫓고 쫓기는 대소동!, Jjoccgo jjoccgineun daesodong!, Seguidas perseguições!)
- 31- Dana vs Dabby (다나와 다비의 대결!, Danawa dabiui daegyeol!)
- 32- Apresse-se carro Mecanimal (달려라, 메카니멀 카!, Dallyeora, mekanimeol ka!)
- 33- A Aparência de um Novo Modelo Mecanimal, Esfinge (신형 메카니멀 스핑크스 등장, Sinhyeong mekanimeol seupingkeuseu deungjang)
- 34- A identidade de Eltopo (엘토포의 정체는?, Eltopoui jeongcheneun?, Quem é na verdade Eltopo?)
- 35- A Verdade Sobre Esfinge e Griphon (스핑크스와 그리폰의 진실, Seupingkeuseuwa geuriponui jinsil)
- 36- A cartada de Chan (찬이 남긴 편지, Chani namgin pyeonji)
- 37- Adeus! Dana e Dabby! (잘 있어! 다비, 다나!, Jal isseo! dabi, dana!)
- 38- Entrando no esconderijo! (아지트로 들어가다!, Ajiteuro deureogada!)
- 39- O Retorno do Mr. K (미스터 K, 돌아오다!, Miseuteo K, doraoda!)
- 40- O Supremo Mecanimal, Megadragon! (궁극의 메카니멀, 메가 드래곤!, Gunggeugui mekanimeol, Mega Deuraegon!)
- 41- A procura do Jumbo Mecanimal!! (점보 메카니멀을 찾아라!, Jeombo mekanimeoreul chajara!)
- 42- Meu nome é Neo (내 이름은 네오, Nae ireumeun neo)
- 43- Vá Chan! (가라, 찬!, Gara, Chan!)
- 44- Família reunida (다시 만난 가족, Dasi mannan gajok)
- 45- Batalha no fosso das dimensões (차원의 틈새에서 펼쳐진 배틀, Chawonui teumsaeeseo pyeolchyeojin baeteul)
- 46- Isobel desaparecida (사라진 이소벨, Sarajin isobel)
- 47- Nós somos amigos! (우리는 친구!, Urineun chingu!)
- 48- O caminho para tomar (나아갈 길, Naagal gil, Caminho a percorrer)
- 49- Batalha do destino (숙명의 대결!, Sukmyeongui daegyeol!)
- 50- Batalha extrema (배틀로열, Baeteulloyeol)
- 51- A junção de Gryphinx! (그리핑크스 합체!, Geuripingkeuseu hapche!)
- 52- Amizade (아이들과의 우정, Aideulgwaui ujeong)